# Antonio Navarro (militar)
Antonio Navarro (España, c. 1792 - Pago Largo, provincia de Corrientes, 1839) fue un militar argentino de origen español, que participó en la guerra de independencia y en las guerras civiles argentinas. Fue el fundador de la ciudad de Concordia (Entre Ríos).
Nació en España hacia 1792. En su juventud peleó contra la invasión napoleónica.
Llegó en 1816 a Buenos Aires, retirado del ejército español como teniente, y se ofreció como voluntario al ejército argentino. Fue enrolado en 1818 en el Ejército de los Andes en Chile, y combatió en la sorpresa de Cancha Rayada y la batalla de Maipú.
Poco después fue el jefe de la custodia del caudillo chileno Manuel Rodríguez, héroe de la independencia pero opositor a Bernardo O'Higgins, que el director supremo enviaba preso a Quillota. En el camino lo asesinó en la quebrada de Til Til; declaró más tarde que el preso había querido escapar y lo había fusilado, pero quedó claro que fue asesinado por orden de O'Higgins o de alguien de su círculo, sobre todo Bernardo de Monteagudo.
Pasó los años siguientes en el ejército chileno, y fue un partidario decidido de O'Higgins. Cuando este renunció en enero de 1823, abandonó Chile y pasó a la Argentina. Se estableció en San Luis, donde llegó al grado de teniente coronel y fue un hombre de confianza de los líderes federales.
En 1829 era ministro de gobierno del gobernador Prudencio Vidal Guiñazú, que lo envió a Córdoba, donde firmó un tratado de alianza con el gobernador delegado Juan Pablo Bulnes. Se unió al ejército cordobés y peleó en la derrota de San Roque frente al general Paz. Acompañó al gobernador derrocado, Juan Bautista Bustos, y se unió al ejército de Facundo Quiroga, participando más tarde en las batallas de La Tablada y Oncativo. Cayó prisionero en esta última, pero fue liberado al poco tiempo.
Se unió al ejército de Estanislao López en la campaña contra la Liga del Interior, y cuando el gobierno cayó en manos de los federales, el gobernador José Roque Funes lo nombró jefe de policía de la provincia. Cuando el poder pasó al nuevo gobernador, José Vicente Reinafé, se marchó a Santa Fe.
Acompañó a Pascual Echagüe en su campaña a la provincia de Entre Ríos, y fue nombrado segundo jefe del Departamento Principal N.º 2 de la costa del río Uruguay, como segundo de Justo José de Urquiza. En octubre de 1833, por orden de este, fundó oficialmente la villa de Concordia — que hoy es la segunda ciudad de la provincia — en el paraje conocido como Salto Chico, parroquia de San Antonio de Padua de Salto Chico. Delineó el pueblo, adjudicando los espacios públicos y las propiedades privadas de los vecinos; muchos de éstos eran gauchos de la zona, además de indígenas misioneros huidos de las guerras en su región de origen, y también algunos inmigrantes y forasteros.
Pasó un detallado informe de sus actos y de sus gastos al gobierno provincial, y por algún tiempo debió combatir contra los indígenas indómitos y los bandidos, en general brasileños.
En agosto de 1837 fue nombrado para un cargo importante en Paraná, con el grado de coronel. Pero se enfrentó con Urquiza por razones no muy claras, y pidió la baja, que le fue concedida en diciembre.
Se trasladó a Corrientes y se incorporó al ejército de esa provincia, que el gobernador Genaro Berón de Astrada estaba preparando para enfrentar a Juan Manuel de Rosas. Se dedicó a llevar pertrechos al ejército, y se le dio el mando de una unidad de infantería para la batalla en que enfrentaron a Echagüe, que había invadido la provincia.
Murió en marzo de 1839, en la batalla de Pago Largo.